# Château Roseraie
Le Château Roseraie, aussi appelé Nivezé Farm, est un bâtiment typique du style Tudor construit en 1858 par l’architecte Adolphe Thirion pour Adolphe Simonis,. Il est situé sur la commune de Spa en Belgique.

## Histoire
En 1896, Paul Peltzer racheta le Château aux héritiers d'Adolphe Simonis afin d'y poursuivre une activité agricole puis d'y installer une école pour les futurs fermiers (1907).
Au cours de la Première Guerre mondiale, le Château Roseraie fut principalement utilisé comme bureau pour l'empereur d'Allemagne (Guillaume II) et comme lieu de détente pour les officiers supérieurs.
Pendant les décennies qui suivirent, le Château Roseraie passa de mains en mains jusqu'à la dernière acquisition en date, en 2005, par la firme AB2. A l'heure actuelle, le Château Roseraie est animé par l'asbl "Ensemble" qui y accueille des résidents présentant une déficience mentale associée à des traits autistiques.

## Galerie

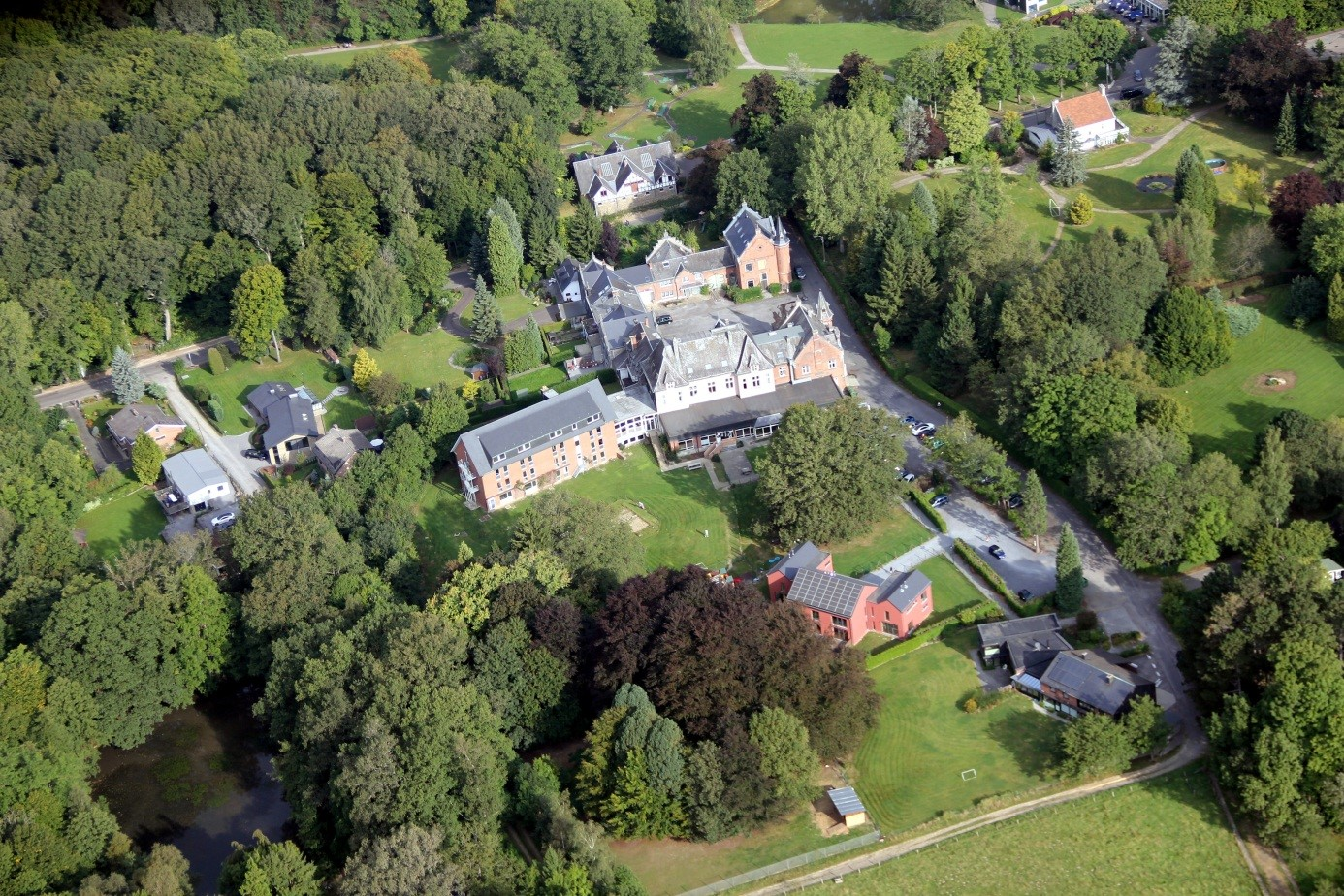
Vue aérienne du Château Roseraie
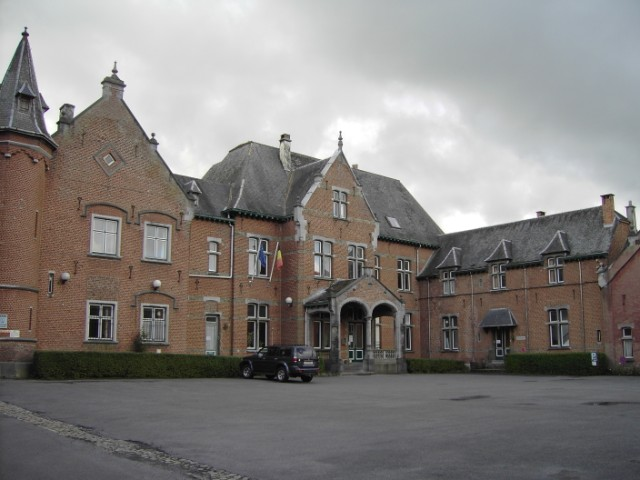
Vue avant du Château Roseraie
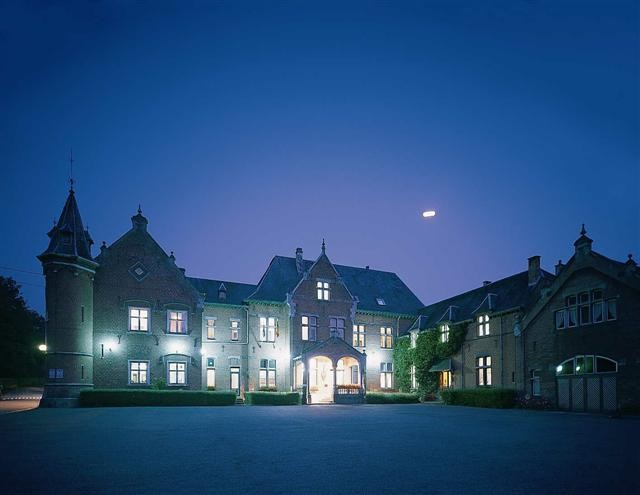
Vue de nuit du Château Roseraie